# El que recibe las bofetadas (película de 1924)
El que recibe las bofetadas (título en inglés: He Who Gets Slapped) es una película muda estadounidense de 1924 dirigida por el cineasta sueco Victor Sjöström (ya con su apellido anglicanizado a Seastrom) y protagonizada por Lon Chaney, Norma Shearer y John Gilbert. Perteneciente al género de cine dramático, está basada en la obra de teatro homónima (1914) del dramaturgo ruso Leonid Andreyev.
Fue la segunda película dirigida por Sjöström en Hollywood y fue no solamente la primera película producida por la recién formada Metro-Goldwyn-Mayer –aunque no la primera que estrenaron–, sino también el primer éxito de taquilla de la nueva productora. La película se estrenó el 9 de noviembre de 1924, en el Capitol Theatre de Nueva York, una sala de cine con aforo para 4000 personas, y estableció tres récords mundiales de recaudación de taquilla: en un día (15 000 USD); en una semana (71 000 USD) y en dos semanas (121 574 USD).
Sjöström estaba ya familiarizado con las obras de Andreyev porque uno de sus más importantes éxitos como actor en Suecia había sido precisamente como el protagonista de la obra Profesor Storitzyn, en 1920, y la obra de teatro El que recibe las bofetadas había estado seis meses en cartelera en el Garrick Theatre de Nueva York en 1922.